# Philosepedon mutabilis
Philosepedon mutabilis är en tvåvingeart som beskrevs av Quate 1965. Philosepedon mutabilis ingår i släktet Philosepedon och familjen fjärilsmyggor.
Artens utbredningsområde är Filippinerna. Inga underarter finns listade i Catalogue of Life.